# Жёлтый гипергигант

Типы переменных звёзд на диаграмме Герцшпрунга — Рассела населяют область жёлтых гипергигантов над областью цефеид (полоса нестабильности).

Жёлтый гипергигант — массивная звезда с протяжённой атмосферой, принадлежит спектральному классу от A до K, при формировании объекта масса составляет 20-60 масс Солнца, но в процессе эволюции звезда теряет около половины своей массы. Звезды такого типа являются одними из наиболее ярких звёзд, абсолютные звёздные величины находятся в окрестности MV = −9, также это одни из редчайших объектов, в Млечном Пути известно всего 20 звёзд такого типа, при этом шесть из них находятся в скоплении Westerlund 1. Иногда эти объекты называют холодными гипергигантами в сравнении со звёздами классов O и B, а иногда называют тёплыми гипергигантами в сравнении с красными сверхгигантами.

## Классификация
Термин «гипергигант» используется с 1929 года, но первоначально он относился не к тем объектам, которые именуются гипергигантами в настоящее время. Гипергиганты обозначают классом светимости '0', они имеют большую светимость, чем наиболее яркие сверхгиганты класса Ia, хотя гипергигантами их не называли вплоть до конца 1970-х годов. Другим критерием для выделения гипергигантов стал предложенный в 1979 году критерий для некоторых других теряющих массу горячих звёзд высокой светимости, но к более холодным звёздам этот критерий не применялся. В 1991 году звезда Ро Кассиопеи была впервые описана как жёлтый гипергигант, а после обсуждения на конференции Solar physics and astrophysics at interferometric resolution в 1992 году такие объекты было принято выделять в отдельный класс звёзд высокой светимости.
Определение понятия «гипергигант» остаётся смутным, и хотя класс светимости 0 выделен под гипергиганты, они обычно обозначаются классом светимости Ia-0 и Ia+. Высокая светимость определяется по различным особенностям спектра, которые чувствительны к поверхностной гравитации, как, например, ширина линии Hβ в горячих звёздах или бальмеровский скачок в более холодных звёздах. Низкая поверхностная гравитация обычно означает крупный размер звезды и, следовательно, большую светимость. У более холодных звёзд можно использовать силу наблюдаемых линий водорода, такую как, например, линию O I на длине волны 777,4 нм, для калибровки светимости звезды.
Одним из используемых для определения жёлтых гипергигантов астрофизических методов является так называемый критерий Кинан-Смолински. Все линии поглощения должны быть существенно уширены, в большей степени, чем у ярких сверхгигантов, а также должны быть свидетельства сильной потери массы. Также, должен наблюдаться хотя бы один компонент уширенной линии Hα. При этом профиль Hα может быть очень сложным, обычно наблюдаются как мощные эмиссионные линии, так и линии поглощения.
Термин «жёлтый гипергигант» усложнён ещё и тем, что объекты такого типа называют как холодными гипергигантами, так и тёплыми гипергигантами, в зависимости от контекста. Холодными гипергигантами называют все достаточно яркие и неустойчивые звёзды холоднее голубых гипергигантов и ярких голубых переменных, включая как жёлтые, так и красные гипергиганты. Понятие «тёплый гипергигант» использовалось для очень ярких звёзд спектральных классов A и Fв галактиках M31 и M33, не являющихся яркими голубыми переменными, а также для жёлтых гипергигантов в целом.

## Характеристики

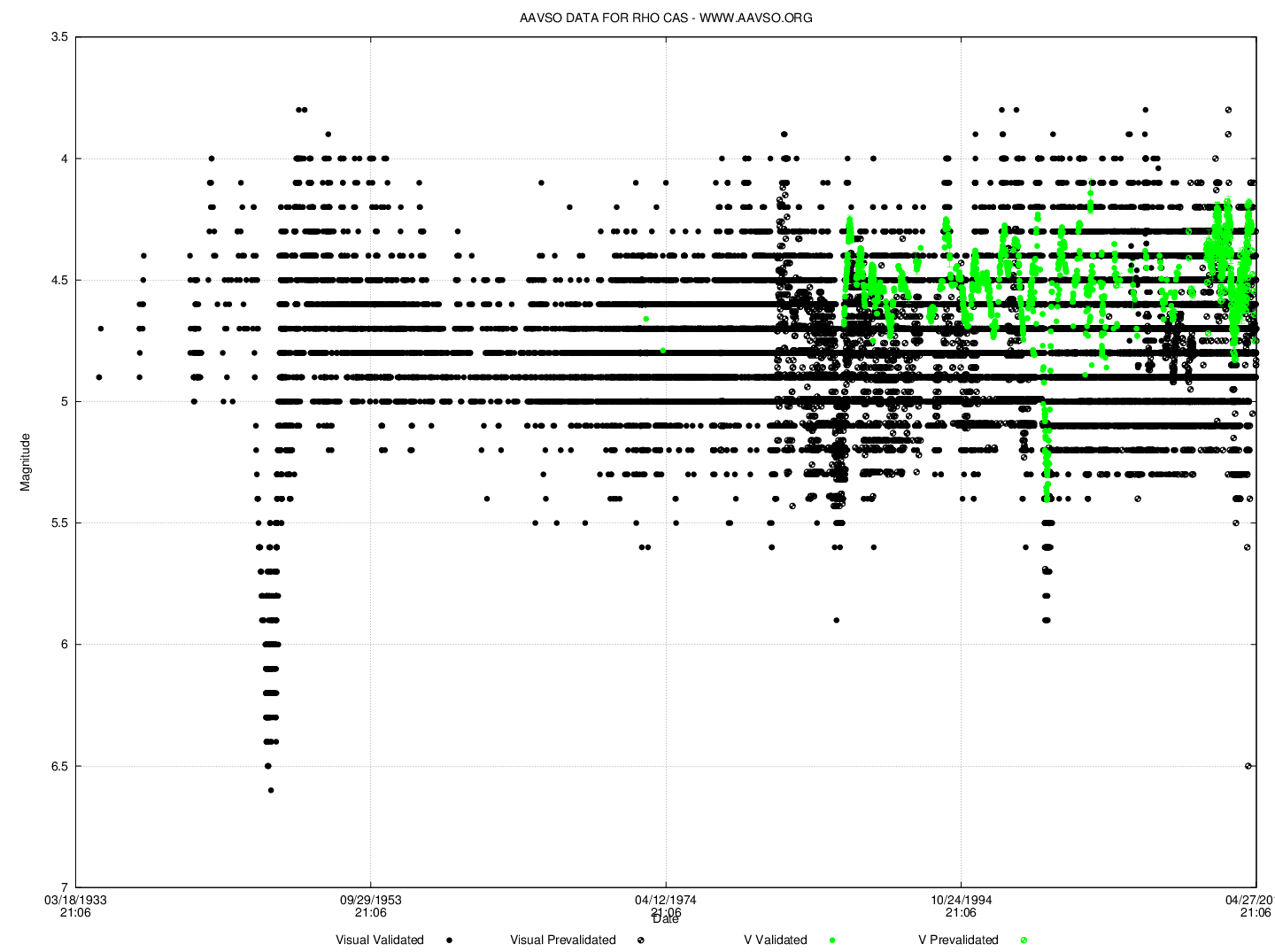
Кривая блеска для ρ Кассиопеи в видимом диапазоне с 1933 года до 2015 года

Жёлтые гипергиганты занимают область на диаграмме Герцшпрунга — Рассела над полосой нестабильности, и представляют собой область, населённую всего несколькими звёздами, при этом обычно неустойчивыми. По спектрам и температурам звёзды находятся в диапазоне A0-K2 и 4000-8000K. Область ограничена сверху по температуре так называемой «Жёлтой эволюционной пустотой» (англ. Yellow Evolutionary Void), где звёзды при данной светимости становятся очень неустойчивыми и теряют большое количество массы. «Жёлтая эволюционная пустота» разделяет жёлтые гипергиганты и яркие голубые переменные, хотя жёлтые гипергиганты при максимуме температуры и яркие голубые переменные при минимуме температуры могут обладать примерно одинаковой температурой 8000 K. На нижней границе по температуре жёлтые гипергиганты и красные сверхгиганты становится сложно отличить друг от друга; RW Цефея (4500 K, 555 000 L⊙) является примером звезды, имеющей одновременно характеристики как жёлтых гипергигантов, так и красных сверхгигантов.
Жёлтые гипергиганты обладают довольно узким диапазоном светимостей выше 90 000 L⊙ (например, R Кормы обладает светимостью 96 607 L⊙) и ниже предела Хамфри-Дэвидсона при светимостях около 600 000 L⊙ . Максимум излучения приходится на середину видимой части спектра, при этом объекты являются наиболее яркими звёздами с абсолютными звёздными величинами около −9 или −9,5 .
Объекты крупные и довольно неустойчивые, при этом обладают низкой поверхностной гравитацией. Жёлтые сверхгиганты обладают поверхностной гравитацией (log g) ниже 2, а жёлтые гипергиганты обладают log g около 0. Также они нерегулярно пульсируют, что создаёт малые вариации в температуре и блеске. Это приводит к возникновению очень большой потери массы, а вокруг таких звёзд часто возникают туманности. Иногда крупные вспышки могут на какое-то время привести к закрыванию звезды.
Жёлтые гипергиганты формируются из массивных звёзд после того, как они в результате эволюции уходят с главной последовательности. Большинство наблюдаемых жёлтых гипергигантов прошло через фазу красных сверхгигантов и эволюционирует обратно в сторону больших температур, однако несколько таких звёзд наблюдались на короткой стадии первого перехода от главной последовательности к красным сверхгигантам. Сверхгиганты с начальной массой менее 20 масс Солнца взорвутся в виде сверхновой, а звёзды с начальной массой более 60 масс Солнца никогда не охладятся ниже температур голубых сверхгигантов. Точный диапазон масс зависит от металличности и скорости вращения. Жёлтые гипергиганты, охлаждающиеся в первый раз, могут обладать массой до 60 M⊙ и больше, а звёзды после ветви красных сверхгигантов потеряют около половины своей изначальной массы.
С точки зрения химического состава, большинство жёлтых гипергигантов обладает высоким содержанием азота и натрия на поверхности, а также других тяжёлых элементов. Углерод и кислород почти отсутствуют, а содержание гелия повышено, как и ожидается для звёзд, прошедших стадию главной последовательности.

## Эволюция
Жёлтые гипергиганты уже ушли с главной последовательности и исчерпали запас водорода в ядрах. Большинство жёлтых гипергигантов считается звёздами, прошедшими фазу красных сверхгигантов, а более устойчивые и менее яркие жёлтые сверхгиганты считаются эволюционирующими в сторону красных сверхгигантов впервые. Например, существуют значимые свидетельства в пользу того, что ярчайший из жёлтых сверхгигантов, HD 33579, расширяется и переходит из стадии голубых сверхгигантов на стадию красного сверхгиганта.
Такие звёзды вдвойне редкие, поскольку они очень массивные, изначально представляют собой горячие звёзды спектрального класса O главной последовательности с массой более 15 масс Солнца, а также они проводят всего лишь несколько тысяч лет на неустойчивой стадии жёлтой звезды. На самом деле, сложно объяснить даже наличие такого малого числа наблюдаемых жёлтых гипергигантов по сравнению с числом красных сверхгигантов примерно той же светимости в рамках простых моделей звёздной эволюции. Наиболее яркие красные сверхгиганты могут проходить через несколько голубых петель, что приводит к потере значительной части атмосферы, но при этом могут не достигнуть стадии голубых сверхгигантов. Также некоторые выглядящие как жёлтые гипергиганты звёзды могут являться более горячими объектами, такими как яркие голубые переменные, обладающие холодной псевдофотосферой.
Недавние открытия сверхновых, образованных голубыми сверхгигантами, также привело к возникновению вопроса о том, могут ли звёзды взрываться непосредственно на стадии жёлтых гипергигантов. Был открыт десяток жёлтых сверхгигантов, возможных предшественников сверхновых, но все они обладают слишком малой массой и светимостью, чтобы их можно было отнести к гипергигантам. SN 2013cu представляет собой сверхновую типа IIb, чей предшественник наблюдался непосредственно. Это звезда на поздней стадии эволюции, с температурой около 8000K и сильной потерей богатого гелием и азотом вещества. Хотя светимость объекта неизвестна, только жёлтый гипергигант или яркая голубая переменная в режиме выброса могут иметь такие свойства.
Современные модели предполагают, что звёзды в определённом диапазоне массы и скорости вращения могут взрываться в виде сверхновых и больше никогда не смогут стать голубыми сверхгигантами, но многие звёзды смогут пройти через «жёлтую пустоту» и стать маломассивными яркими голубыми переменными или звёздами Вольфа-Райе. Более массивные звёзды, а также те, у которых вследствие вращения или свойств металличности высокий темп потери массы, в своей эволюции пройдут через стадию жёлтого гипергиганта в сторону более высоких температур до коллапса ядра.

## Строение

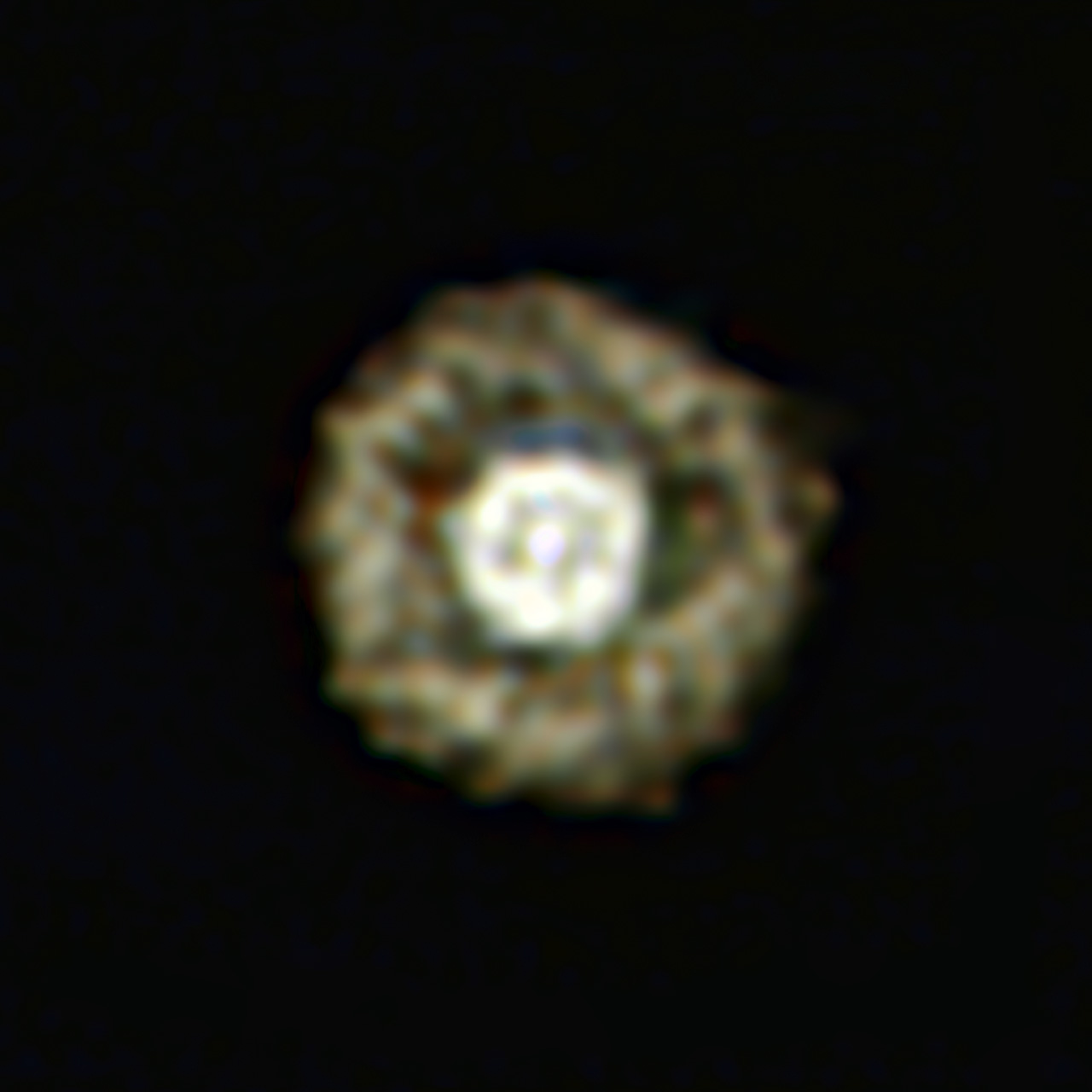
IRAS 17163-3907 является жёлтым гипергигантом с оболочкой из выброшенного вещества.

Согласно имеющимся в настоящее время физическим моделям звёзд, жёлтый гипергигант должен обладать конвективным ядром, окружённым зоной лучистого переноса. Для сравнения, звезда типа Солнца состоит из зоны лучистого переноса около ядра и конвективной оболочки. Вследствие крайне высокой светимости и особенностей внутренней структуры жёлтые гипергиганты испытывают сильную потерю массы и обычно окружены оболочками из выброшенного вещества. Примером такой туманности можно считать IRAS 17163-3907, звезда в которой выбросила в окружающее пространство несколько масс Солнца вещества всего за несколько столетий.
Жёлтый гипергигант представляет собой ожидаемую стадию эволюции звезды, поскольку большинство красных сверхгигантов эволюционируют в голубую сторону, но также этот тип объектов может представлять собой отдельный вид звёзд. Яркие голубые переменные в ходе вспышек обладают настолько плотным звёздным ветром, что он может образовать псевдофотосферу, вследствие чего весь объект выглядит как более крупная холодная звезда, несмотря на то, что сам голубой сверхгигант под оболочкой не меняется существенно. У таких объектов температура заключена в малой области около 8000K. Также при температуре около 21000 K ветер от голубого сверхгиганта становится настолько плотным, что также формирует более холодную псевдофотосферу.

## Известные жёлтые гипергиганты
- Ро Кассиопеи
- V509 Кассиопеи
- IRC+10420 (V1302 Aql)
- IRAS 18357-0604[31]

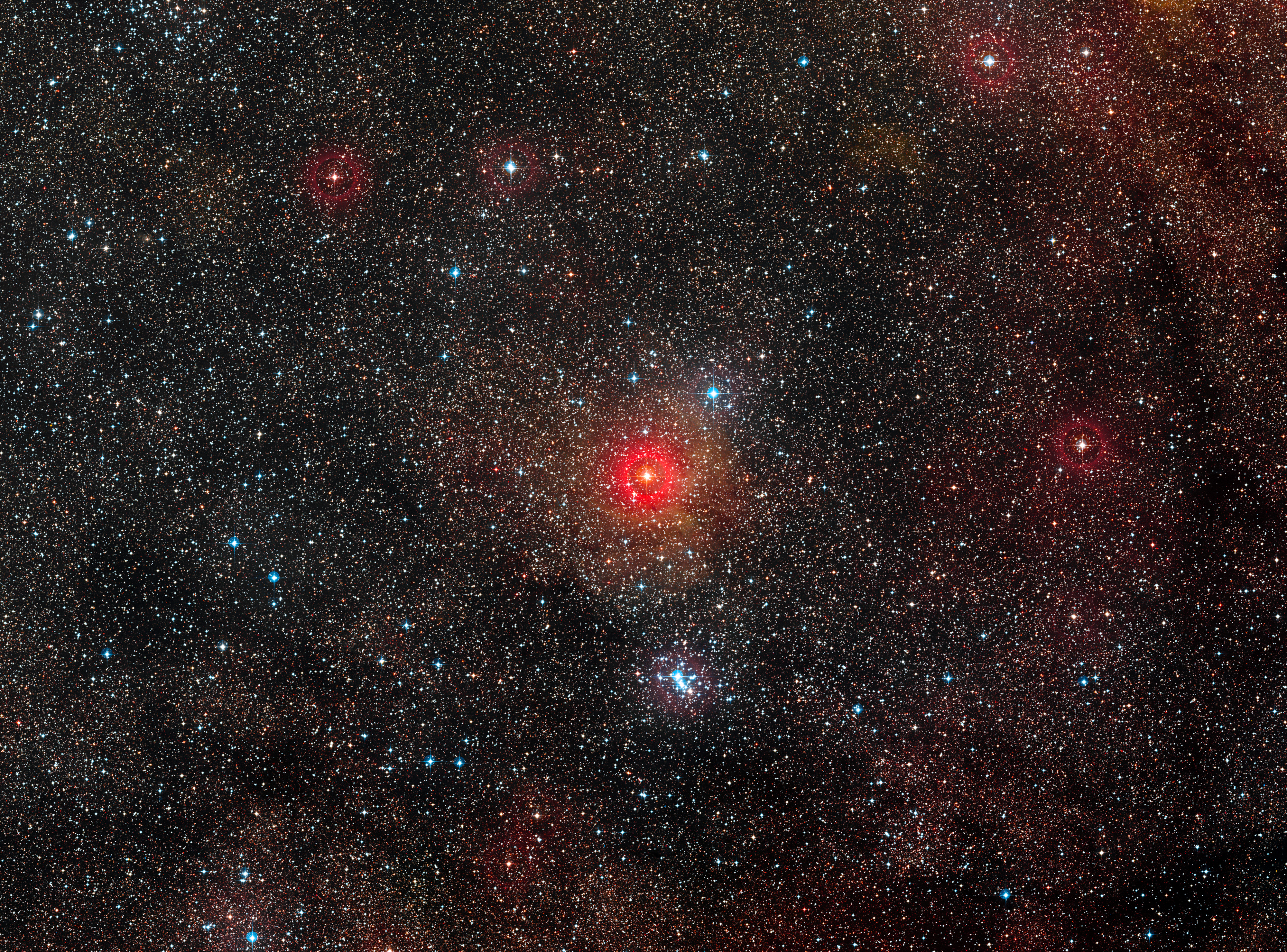
Жёлтый гипергигант HR 5171 A, наблюдаемый как яркая жёлтая звезда в центре изображения.

- V766 Центавра (= HR 5171A) (возможно, красный сверхгигант[32])
- HD 179821
- IRAS 17163-3907
- V382 Киля
- R Кормы
- RSGC1-F15[33]
- V810 Центавра
- VdBH 222#371
- GLIMPSE20-1
- 2MASS J17444840-2902163

В Westerlund 1:
- W4
- W8a
- W12a
- W16a
- W32
- W265

В других галактиках:
- HD 7583 (R45 в Малом Магеллановом облаке)[10]
- HD 33579 (в Большом Магеллановом облаке)
- HD 269723 (R117 в Большом Магеллановом облаке)[10]
- HD 269953 (R150 в Большом Магеллановом облаке)[10]
- HD 268757 (R59 в Большом Магеллановом облаке)[10]
- Variable A (в M33)[35]
- B324 (в M33)[35]